# Goodia decolor
Goodia decolor är en fjärilsart som beskrevs av Le Cerf 1911. Goodia decolor ingår i släktet Goodia och familjen påfågelsspinnare. Inga underarter finns listade i Catalogue of Life.